# 화남초등학교
화남초등학교(華南初等學校)는 대한민국 경기도 화성시에 있는 공립 초등학교이다.

## 연혁
- 1955년 4월 1일 : 개교
- 2011년 3월 1일 : 동탄신도시 개발로 인한 일시 휴교[2]
- 2020년 3월 1일 : 재개교